# Bard-lès-Pesmes
Bard-lès-Pesmes ist eine Gemeinde im französischen Département Haute-Saône in der Region Bourgogne-Franche-Comté.

## Geographie
Bard-lès-Pesmes liegt auf einer Höhe von 215 m über dem Meeresspiegel, fünf Kilometer östlich von Pesmes und etwa 30 Kilometer westlich der Stadt Besançon (Luftlinie). Das Dorf erstreckt sich im Süden des Départements, auf einem Plateau leicht erhöht am nördlichen Rand der Talebene des Ognon.
Die Fläche des 5,21 km² großen Gemeindegebiets umfasst einen Abschnitt des unteren Ognon-Tals. Der zentrale Teil des Gebietes wird vom Plateau von Bard eingenommen, das durchschnittlich auf 220 m liegt. Es wird landwirtschaftlich genutzt und wird durch den Bach Cassis nach Süden zum Ognon entwässert. Nach Nordwesten erstreckt sich die Gemeindefläche über einen sanft ansteigenden Hang auf den Hügelrücken des Chânoy (277 m), der aus tertiären Sedimenten aufgebaut ist. Mit 291 m wird im angrenzenden Bois du Gâtis die höchste Erhebung von Bard-lès-Pesmes erreicht.
Nachbargemeinden von Bard-lès-Pesmes sind Chaumercenne im Norden, Montagney im Osten, Bresilley im Süden sowie Malans und Pesmes im Westen.

## Geschichte
Im Mittelalter gehörte Bard zur Freigrafschaft Burgund und darin zum Gebiet des Bailliage d’Amont. Die lokale Herrschaft hatten die Herren von Bard inne, deren Existenz seit dem 12. Jahrhundert belegt ist. Nach deren Aussterben erfuhr die Herrschaft verschiedene Besitzerwechsel, bis sie an die Choiseul-Stainville kam. Zusammen mit der Franche-Comté gelangte Bard mit dem Frieden von Nimwegen 1678 definitiv an Frankreich. Heute ist Bard-lès-Pesmes Mitglied des 18 Ortschaften umfassenden Gemeindeverbandes Communauté de communes du Val de Pesmes.

## Sehenswürdigkeiten
Die Kirche Saints-Ferréol-et-Ferjeux wurde 1753 an der Stelle des mittelalterlichen Vorgängerbaus neu errichtet. Zur reichen Ausstattung gehören ein Altar aus der alten Kirche, eine Kanzel aus dem 19. Jahrhundert und verschiedene Statuen aus dem 18. Jahrhundert. Zwei Kapellen wurden 1776 und 1784 angebaut. 
Im Ortskern befinden sich das ehemalige Templerhaus (16. Jahrhundert), das im 18. Jahrhundert in ein Hofgut umgewandelt wurde, ein Weinbauernhaus im burgundischen Stil aus dem 18. Jahrhundert, zahlreiche Bauernhäuser, die zum Teil aus dem 17. Jahrhundert stammen, ein Taubenhaus (19. Jahrhundert) sowie zwei Fontaine-Lavoirs, die früher als Brunnen, Waschhaus und Viehtränke dienten.

## Bevölkerung
| Jahr                       | 1962 | 1968 | 1975 | 1982 | 1990 | 1999 | 2008 |
| Einwohner                  | 82   | 97   | 86   | 86   | 88   | 94   | 124  |
| Quellen: Cassini und INSEE |      |      |      |      |      |      |      |

Mit 136 Einwohnern (1. Januar 2022) gehört Bard-lès-Pesmes zu den kleinsten Gemeinden des Département Haute-Saône. Nachdem die Einwohnerzahl in der ersten Hälfte des 20. Jahrhunderts deutlich abgenommen hatte (1886 wurden noch 311 Personen gezählt), wurde seit Beginn der 1990er Jahre wieder ein leichtes Bevölkerungswachstum verzeichnet.

## Wirtschaft und Infrastruktur
Bard-lès-Pesmes war bis weit ins 20. Jahrhundert hinein ein vorwiegend durch die Landwirtschaft (Ackerbau, Obstbau, Weinbau und Viehzucht) geprägtes Dorf. Heute gibt es einige Betriebe des lokalen Kleingewerbes. In den letzten Jahrzehnten hat sich das Dorf zu einer Wohngemeinde gewandelt. Viele Erwerbstätige sind deshalb Wegpendler, die in den größeren Ortschaften der Umgebung ihrer Arbeit nachgehen.
Die Ortschaft liegt abseits der größeren Durchgangsachsen an einer Départementsstraße, die von Chaumercenne nach Ougney führt. Der nächste Anschluss an die Autobahn A36 befindet sich in einer Entfernung von ungefähr 13 km. Eine weitere Straßenverbindung besteht mit Montagney.